# 克利夫顿山
克利夫顿山（英語：Clifton Hill）是一个美國城市，位於密苏里州伦道夫县。根據2010年的人口普查，當地人口為114人。

## 地理
克利夫顿山位于39°26′21″N 92°40′2″W / 39.43917°N 92.66722°W (39.439260,-92.667237)。
根据美国人口普查局，该城市的总面积為0.17平方英里（0.44平方）。

### 2010年人口普查
根據2010年人口普查，當地人口為114人，共44户家庭，其中28戶家庭居住在城市。
44家庭中，40.9%的儿童年龄為18岁以下，43.2%為同居的已婚夫妇 ，15.9％為65岁以上的獨居老年人。

### 2000年的人口普查
根據2000年人口普查，當地人口為124人，有49戶家庭，其中34户家庭居住在城市。
49戶家庭中，有32.7％的儿童年龄為18岁以下，57.1%為同居的已婚夫妇，8.2%為65岁以上的獨居老年人。